# Tarqui (parroquia de Cuenca)
Tarqui es una parroquia rural perteneciente al cantón Cuenca de la provincia del Azuay, en Ecuador. Cuenca, oficialmente conocida como Santa Ana de los cuatro Ríos de Cuenca, es la capital de la provincia del Azuay ubicada en el sur de Ecuador. Está conformada por 15 parroquias urbanas y 22 parroquias rurales, entre ellas Tarqui. La parroquia se divide a la vez en 26 comunidades de la siguiente manera.
| COMUNIDADES DE LA PARROQUIA TARQUI | COMUNIDADES DE LA PARROQUIA TARQUI | COMUNIDADES DE LA PARROQUIA TARQUI |
| ---------------------------------- | ---------------------------------- | ---------------------------------- |
| Acchayacu                          | Estación de Cumbe                  | San Pedro de Yunga                 |
| Atucloma                           | Frances Urco                       | Santa Lucrecia                     |
| Bellavista                         | Gulagpugro                         | Santa Rosa                         |
| Centro Parroquial                  | Gullanzhapa                        | Santa Teresita                     |
| Chaullayacu                        | Manzanapamba                       | Tañiloma                           |
| Chilca Totora                      | Morascalle                         | Tutupali Chico                     |
| Chilcachapar                       | Parcoloma                          | Tutupali Grande                    |
| Cotapamba                          | Rosa de Oro                        | Zhucay                             |
| El Verde                           | San Francisco de Totorillas        |                                    |

## Historia
La parroquia de Tarqui tiene una larga historia, que se remonta a la época de integración con la cultura cañari hasta la República, para luego más tarde convertirse en una parroquia civil y eclesiástica. En lo referente a asentamientos antiguos las zonas de Tarqui estuvieron ocupadas por la Gran Confederación Cañarí, ya que existen restos de cerámica que lo prueban. Luego en su historia también resalta el hecho de la invasión de los Incas, los cuales hicieron sus asentamientos en este sector dando como resultado un paso importante al Camino del Inca. Además, durante la época de la colonia, los españoles e indígenas que poblaban la ciudad de Cuenca se dedicaron a la agricultura y la ganadería por lo que estos optaron por asentarse en sitios más abiertos, pero cercanos a la ciudad, es así que poco a poco ocuparon el territorio que se conoce como Tarqui, anteriormente con el nombre de Valle de Tarqui.
La palabra Tarqui proviene de un vocablo precolombino por la que tiene varios significados. Según el estudio lingüístico de Oswaldo Encalada señala es de origen kichwa el cual significa “paso”. También manifiesta que su población perteneció a la gran confederación Cañari, lo cual pudo constatarse por los restos arqueológicos dentro del territorio.
Asimismo, según archivos históricos que reposan en la parroquia, el nombre de esta localidad tiene su origen en un instrumento musical de viento denominado en voz cañarí Tarquies. Según documentos del escritor cuencano Octavio Cordero Palacios, el instrumento fue tocado por el inca Atahualpa en un enfrentamiento con los españoles, en la época de la Conquista. Por otro lado, Tarqui ha aportado dos significantes hechos para la historia del Ecuador, una de esas fue el trabajo de la Misión Geodésica Francesa, que llegaron para comprobar la redondez de la tierra, tomando como punto importante para el trabajo la zona de Tarqui. Otro acontecimiento importante fue la Batalla de Tarqui, en donde el lugar sirvió como medio para detener las fuerzas militares peruanas y su intento por invadir a ciudad.
Sin embargo, fue hasta 1915 con la Reforma Agraria que los indígenas solicitan el reconocimiento de Tarqui como parroquia, acto que fue aceptado por el Concejo Municipal de Cuenca en base a la Ley de División Territorial y la Ley de Régimen Municipal de ese entonces. Es así que para el 6 de agosto de 1915 los habitantes gestionan al cabildo considerar civilmente a este lugar como una parroquia, y para el 18 de octubre en la sesión del Cabildo Cuencano regida por el Dr. Octavio Cordero Palacios, mediante decreto n.º 887 crea la nueva Parroquia de Tarqui. Quedando así por sentado el nacimiento de la misma con una extensión territorial de 135 km², dividido en 26 comunidades.
Actualmente la parroquia de Tarqui  es un lugar que se ha ido modernizando con el pasar del tiempo, cuenta con servicios básicos, obras e infraestructuras, además de poseer una gran belleza natural lo cual hace que la paz y tranquilidad sean características de esta zona.

## Geografía
Tarqui es una parroquia rural situada al suroeste del cantón Cuenca y cuenta con 26 comunidades; está atravesada por una vía principal denominada Cuenca–Girón–Pasaje, la misma que sirve de interconexión con la ciudad de Cuenca, las comunidades y de esta hacia su cabecera parroquial y también con el resto de cantones del sur. A la vez cuenta con una extensión de 135 km² o de 15 098,61 hectáreas. La Parroquia de Tarqui se encuentra limitada con otras parroquias del Cantón Cuenca de la siguiente forma.

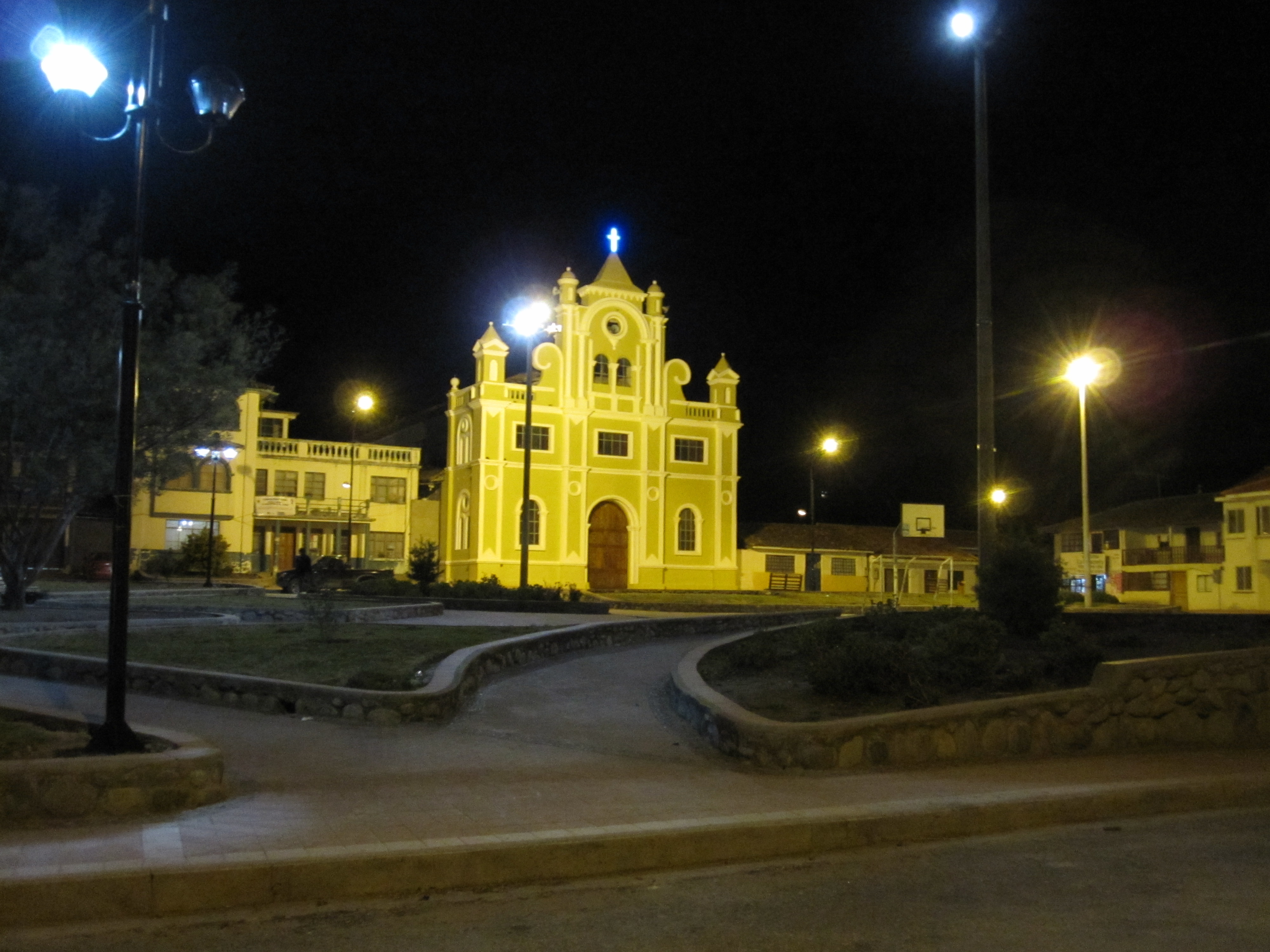
Iglesia central de Tarqui

- Iglesia central de TarquiAl norte: Parroquias Baños, Turi y El Valle.
- Al sur: Parroquias Victoria del Portete y Cumbe.
- Al este: Parroquias Quingeo y Santa Ana.
- Al oeste: Parroquias Baños y Victoria del Portete.

## Demografía
La parroquia Tarqui tiene una población total de 10.490 habitantes según el último censo realizado en 2010, de los cuales están distribuidos entre las 26 comunidades que residen ahí. Tarqui cuenta con una población de 10.490 habitantes, de los cuales 4.833 (44 %) son hombres y 5.657 (46%) mujeres. Así la mayor parte de la población está compuesta por mujeres, este fenómeno se debe a que la población masculina ha migrado hacia el exterior; prueba de ello son las grandes construcciones que se presentan en el centro parroquial, muchas de estas fueron construidas con remesas enviadas desde el exterior.
A más de ello la población de Tarqui está compuesta en su mayoría por una población joven con una edad base entre los 15 y 35 años de edad, ellos constituyen la población económicamente activa de la parroquia en edad de producir y contribuir a su desarrollo. Así la población económicamente activa que migra son en su mayoría hombres entre los 15 – 35 años, estos constituyen una importante fuente de ingresos tanto a nivel parroquial, cantonal y nacional. Cabe recalcar que la migración femenina también es fuerte es esta parroquia, ellas también son fuentes de ingresos para la misma.
Por otro lado, los habitantes de la Parroquia de Tarqui se encuentras distribuidos en las 26 comunidades de la siguiente manera.
| Comunidad                  | Hombres | Mujeres | Total | % Población |
| -------------------------- | ------- | ------- | ----- | ----------- |
| Acchayacu                  | 141     | 167     | 308   | 3,07 %      |
| Atucloma                   | 94      | 119     | 213   | 2,12 %      |
| Bellavista                 | 135     | 178     | 313   | 3,12 %      |
| Centro Parroquial          | 339     | 388     | 727   | 7,24 %      |
| Chaullayacu                | 183     | 217     | 400   | 3,98 %      |
| Chilca Totora              | 112     | 126     | 238   | 2,37 %      |
| Chilcachapar               | 92      | 106     | 198   | 1,97 %      |
| Cotapamba                  | 189     | 205     | 394   | 3,92 %      |
| El Verde                   | 111     | 140     | 251   | 2,50 %      |
| Frances Urco               | 71      | 84      | 155   | 1,54 %      |
| Gulagpugro                 | 39      | 51      | 90    | 0,90 %      |
| Gullanzhapa                | 466     | 578     | 1044  | 10,40 %     |
| Las Américas               | 130     | 147     | 277   | 2,76 %      |
| Manzanapamba               | 46      | 57      | 103   | 1,03 %      |
| Morascalle                 | 127     | 149     | 276   | 2,75 %      |
| Parcoloma                  | 132     | 139     | 271   | 2,70 %      |
| Rosa de Oro                | 67      | 88      | 155   | 1,54 %      |
| San Francisco deTotorillas | 67      | 75      | 142   | 1,41 %      |
| San Pedro de Yunga         | 71      | 84      | 155   | 1,54 %      |
| Santa Lucrecia             | 99      | 107     | 206   | 2,05 %      |
| Santa Rosa                 | 104     | 116     | 220   | 2,19 %      |
| Santa Teresita             | 141     | 182     | 323   | 3,22 %      |
| Tañiloma                   | 155     | 185     | 340   | 3,39 %      |
| Tutupali Chico             | 544     | 686     | 1230  | 12,25 %     |
| Tutupali Grande            | 539     | 574     | 1113  | 11,09 %     |
| Zhucay                     | 404     | 493     | 897   | 8,94 %      |

## Economía
Debido a su ubicación geográfica, la economía de la Parroquia de Tarqui se basa en actividades agropecuarias. Al ser una zona con abundantes recursos en terrenos productivos, pastizales, y grandes llanuras. Su principal actividad es la agricultura, seguido de la pecuaria, minería, industria y manufactura.

### Agricultura
En Tarqui se han identificado 5 cultivos predominantes. En primer lugar se encuentra el maíz por ser un cultivo y alimento tradicional, con un ciclo productivo anual. Seguido por el fréjol que generalmente se siembra en asociación con el maíz y las habas. En cuarto y quinto lugar están las arvejas, papas y coles. En algunas comunidades se encuentran entre el tercer, cuarto y quinto lugar productos como hortalizas, cebada, manzanas y ocas. Los pequeños excedentes se destinan a la venta que representan el 5% y el 95% sirven para autoconsumo y semillas para siembras futuras.

### Pecuaria

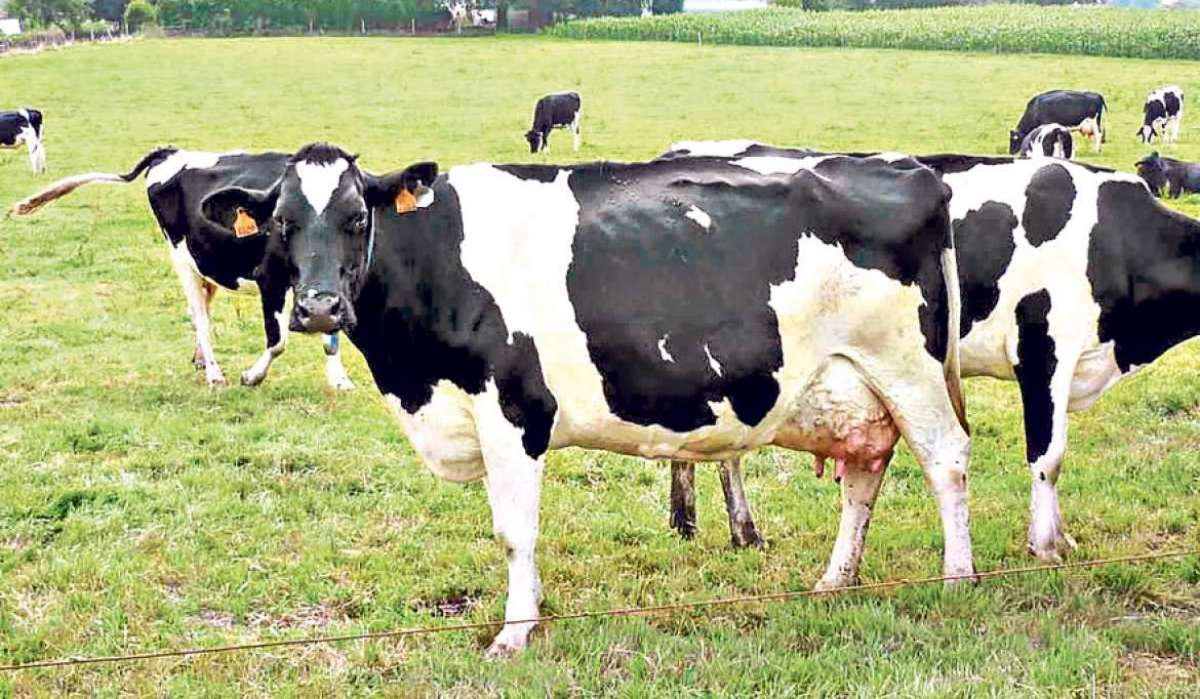
Ganadería en Tarqui

Las principales especies que se crían en la parroquia de Tarqui son ganado bovino, porcino, ovino, cuyes, aves y otros, entre los cuales se destacan las crías de ganado bovino, por ser una alternativa que genera ingresos por la venta, tanto de sus derivados como del mismo animal. El principal animal de crianza es el ganado vacuno para la producción de carne y leche, seguido por los cerdos, su carne se utiliza en la preparación de platos típicos. En tercer lugar de preferencia están los cuyes, en un cuarto lugar los borregos y finalmente las aves criadas en pequeñas cantidades, ya sea en galpones o al aire libre.
La ganadería de los pequeños productores se desarrolla con bajo nivel de tecnología en los procesos productivos. La situación es diferente con los propietarios de grandes haciendas quienes han implementado nueva tecnología en el cultivo de pastos y en el mantenimiento de los hatos. Consecuentemente, la producción de leche es en principal rubro dentro de la producción pecuaria de Tarqui. El promedio de producción por vaca entre los pequeños productores es de entre 4 y 6 litros, mientras que en explotaciones medianas y grandes, con algo de tecnificación, la producción promedia entre 8 y 12 litros. En las haciendas grandes con el mejoramiento de pastos, manejo sanitario y la implementación de maquinaria, se puede llegar hasta 15 y 20 litros de leche al día.

### Minería
De acuerdo con la Agencia de Regulación y Control Minero ARCOM, en Tarqui existen 9 concesiones vigentes que se dedican a la minería en la zona, las cuales son: San Pablo II, Condor Loma de Tarqui, GPA Atucloma 18,GPA Tañiloma 27, San Pedro de Yunga, La Florida, Loma Blanca, Tarqui 1 y San Rafael.

### Industria y Manufactura
Tarqui cuenta diversas pequeñas industrias y establecimientos artesanales, actividades como la extracción de madera, fabricación de artículos de hormigón, fabricación de calzado, elaboración de cortinas, elaboración de alimento balanceado, fabricación de derivados lácteos, entre otras. A pesar de no contar con registro tributario, se conoce que en la parroquia existen 14 fábricas de ropa de pantalones y textiles, algunas tiendas artesanales y hasta el 2015 un taller de bordado en la comunidad de Tañiloma.
Además con el apoyo del GAD Parroquial, se han conformado grupos asociativos que están elaborando artículos de aseo personal (shampoo y jabón a base de plantas medicinales), ambientales, encurtidos, vinos de uvilla, vinos de mora, horchatas y velas. La producción actual es en pequeña escala, sin embargo, la población de la parroquia espera poder mejorar en aspectos como la calidad de la materia prima, la incorporación de tecnología en los procesos productivos y el mejoramiento de la presentación del producto final.

## Clima
Tarqui posee un clima determinado por el relieve y otros factores naturales. Alberga temperaturas medias anuales de 12 °C a 20 °C. y una precipitación de 500 a 2000 milímetros, de los cuales se encuentran distribuidos en los meses de octubre a noviembre y de febrero a mayo. Dando como resultados climas fríos, por encontrarse entre 2600 y 380 m s. n. m..

## Flora y Fauna

### Flora
En la parroquia Tarqui existen tres zonas de vida: Montano, montano alto y páramo su vegetación en cada una de estas zonas es variada, existe vegetación natural como los líquenes, paja, musgos, chilcas, sauco blanco, negro, nogales, pencos, entre otros; se encuentran una gran variedad de especie ornamental como rosas, claveles y una presencia de grandes extensiones de pastizales. De las especies registradas para la parroquia Tarqui, 12 son consideradas endémicas para el Ecuador. La especie Monactis holwayae según la UICN está considerada en peligro de extinción, sin embargo en esta parroquia se ha podido observar varias poblaciones que se encuentran en los bordes del bosque maduro, sitios intervenidos y riberas de los ríos.
Tarqui, en su mayor parte de superficie (51,65%), tiene una macro-vegetación correspondiente al Montano, que se ubica en la zona central de la parroquia, le sigue en importancia la macrovegetación Montano Alto (41,95%), que se localiza principalmente en la zona oriental y en parte de las comunidades de Tutupali Grande y Tutupali Chico. Finalmente, se tiene los páramos, los cuales se localizan en la zona occidental de la parroquia.

#### Bosques
La superficie total de bosques protegidos representa el 26,32% de toda la parroquia de Tarqui, lo que significa que aquellas comunidades que se encuentran en este territorio, deberán hacer un uso sostenible de los recursos.

### Fauna
La parroquia se caracteriza por una diversidad de animales, tanto silvestres como domésticos. Entre los animales silvestres se pueden encontrar mamíferos como el conejo, venado, raposo. En lo referente a los animales domésticos están el ganado vacuno, ovejas, cerdos, perros, gatos, caballos, gallinas, cuy entre otros.

## Educación
La educación es un derecho humano de todas las personas, que no está limitada a la edad y diversidad; es un derecho en que el estado es el principal garante, pero la familia y la sociedad tienen que asumirlo también como un derecho y como un deber, el participar en el proceso educativo. Se define también que la educación debe responder al interés público y se establece que “se garantizara el acceso universal, permanencia, movilidad y egreso sin discriminación alguna y la obligatoriedad en el nivel inicial, básico y bachillerato o su equivalente”. (Art. 26, 28 Constitución 2008). 
En la parroquia Tarqui, 8.264 personas que representan el 87,81% de la población sabe leer y escribir; mientras que el 12,19% no sabe leer y escribir siendo el porcentaje más representativos en la población de mujeres. Asimismo, el 3,85% ha alcanzado estudios universitarios superiores, representados por 181 hombres y 181 mujeres profesionales, que residen dentro de la Parroquia.

## Turismo

### Zoológico Yurak Allpa
El zoológico Yurak Allpa está ubicado a 14 km de la ciudad de Cuenca, este lugar fue creado por el señor Alberto Vele. Su sueño era construir un refugio para los animales silvestres, y es así como nace este zoológico, rescatando diferentes animales abandonados o sacados de su hábitat por diversas razones. Además, acoge aproximadamente 40 especies y 200 animales. Se puede disfrutar de una caminata mientras observan los animales como el tapir, tigrillos, venados y una gran variedad de aves como el águila y papagayos, también monos chorogos, capuchinos, ardillas, pavos, tucanes, entre otros. Por otro lado, Yurak Allpa está abierto todos los días. Los horarios de visita son los siguientes.
- Lunes a viernes bajo reserva de 09h00 am - 18h00 pm.
- Sábados y domingos está abierto al público en general de 08h00 am - 18h00 pm.

### Cerro Frances Urco
Es un cerro en forma piramidal que sirvió a los franceses en la medición del cuadrante y, en honor a ellos lleva este nombre “francés-urco”. En este lugar se encuentran ruinas de un adoratorio a la diosa cañari “la luna”. La montaña Frances Urco llamada así por la Misión Geodésica Francesa que realizó investigaciones sobre las triangulaciones, para demostrar a través de mediciones la teoría de que la tierra es achatada entre los polos y no equinoccial.
El cerro Frances Urco se encuentra ubicada en la Parroquia Tarqui Km 12 Panamericana Sur, desde ahí se puede observar la belleza de los valles de Tarqui, para poder llegar al sitio debes caminar 640 escalones de madera y cemento, el cerro se encuentra a 2.800 metros sobre el nivel del mar, en el entorno se encuentra delicadas flores nativas y grandes árboles de pinos.

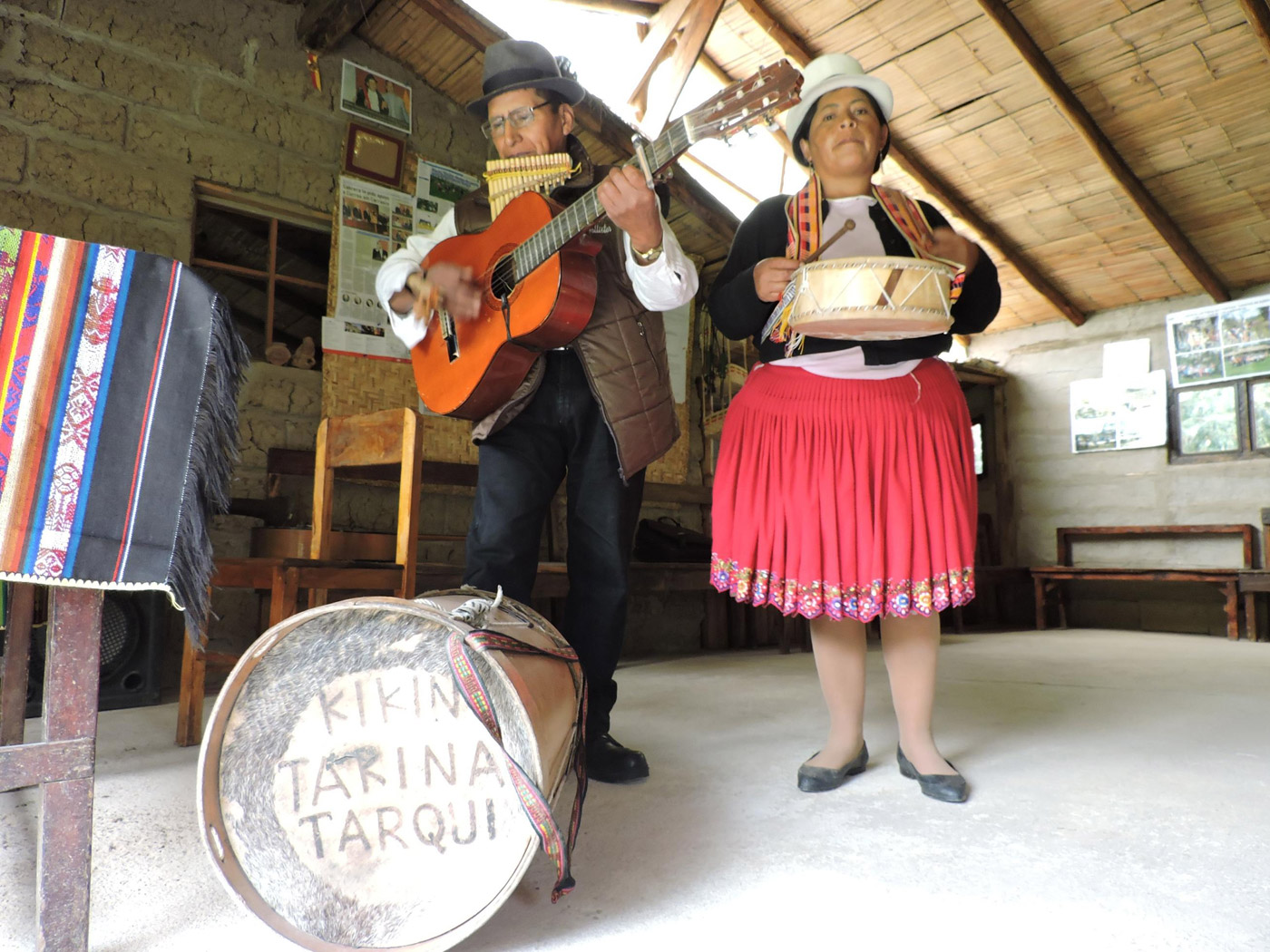
Comunidad Kushi Waira

### Centro de Turismo Kushi Wayra
La Asociación de Turismo Comunitario Kushi Wayra pertenece a la Fundación de Salud Jambi Runa. El Centro Kushi Wayra pertenece a las comunidades de Parcoloma y Chilca Totora, y su propósito es brindar un espacio de encuentro con la Cultura Andina. Esta asociación de turismo rural ofrece un recorrido para observar los paisajes andinos y explorar lo que yace aquí como plantas medicinales, miradores, etc. En este lugar resalta la identidad kichwa-Kañari con la exposición de técnicas agropecuarias, preparación de alimentos, fabricación de quesos, uso de plantas medicinales, elaboración de vestimenta con lana de oveja, música y danzas.
Los visitantes tienen la opción de participar en las actividades cotidianas de las familias de la comunidad: faenas agrícolas, trasquile de ovejas, hilado de lana, preparación de alimentos y bebidas típicas. También tienen la opción de visitar la fábrica de quesos “Nukanchik Kawsay” para conocer sus técnicas de elaboración y participar en un almuerzo tradicional conocido como “pampamesa”.

### Taita Carnaval
En la cosmovisión andina, la figura mitológica del Taita Carnaval representa la abundancia y la riqueza. Y la forma de recibirlo entre las familias de sus comunidades es con ofrendas de abundante comida y la tradicional chicha de jora. Según la creencia de los pueblos indígenas de Azuay y Cañar, una semana antes del Carnaval este personaje emerge del interior de las montañas para vivir con alegría esta época de fecundidad, reciprocidad y gratitud por las cosechas.
En la parroquia Tarqui, se festejan las fiestas de carnaval con el rescate de juegos tradicionales, concursos y gastronomía. En donde el Taita Carnaval recorre las diferentes comunidades para bendecir los productos agrícolas. Usualmente inicia con un desfile en donde todas las comunidades y barrios de este parroquia participan, después se realizan varias actividades como misas, comparsas, el Festival del Mote Pata y Dulces, el concurso del cuy carnavalero y cuy reproductor, el juego del gallo pitima en donde el ave es enterrada con la cabeza expuesta para que se ensarte una argolla, quien logre el objetivo se lleva el gallo y finalmente el festejo se cierra con varias presentaciones artísticas.